# Farhad Hafezi

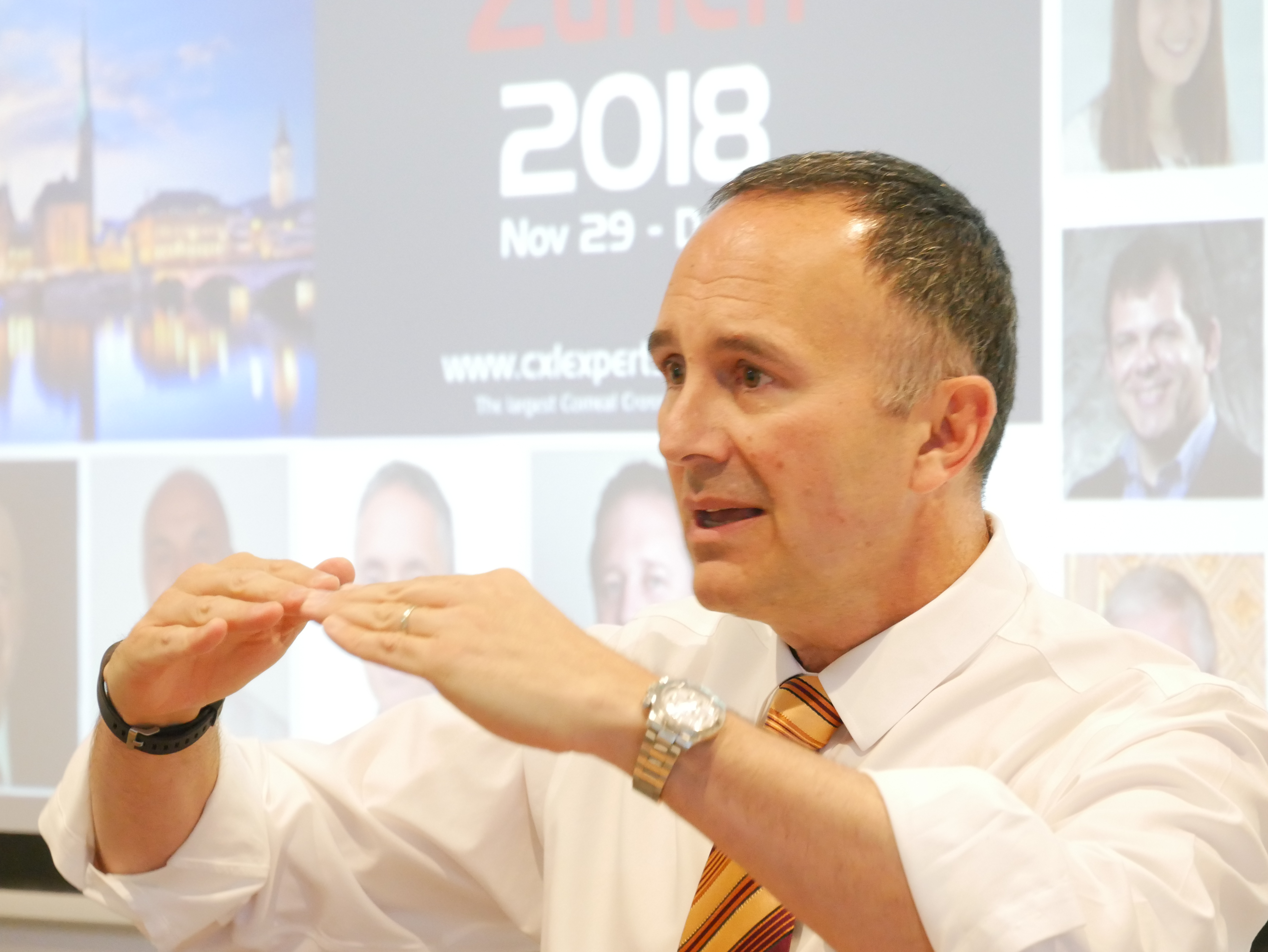
Farhad Hafezi hält Vorlesungen auf der ESCRS-Konferenz in Wien

Farhad Hafezi (geboren 1967 in Remscheid, Deutschland) ist ein Schweizer Chirurg und Forscher. Von 1994 bis 2004 war Hafezi bekannt als führender Forscher auf dem Gebiet der Netzhautdegeneration. Im Jahre 2003 begann Hafezi seine Hornhaut-Forschung, für welche er heute international bekannt ist. Am Anfang seiner Forscherkarriere war er Teil des Teams, welches das erste das Gen entdeckt hatte, das für lichtinduzierte Netzhautdegeneration verantwortlich ist. Aktuell konzentriert sich Hafezis klinische und experimentelle Forschung auf die Zellbiologie des Auges und translationale Forschung zur Verbesserung von Techniken der Laserchirurgie sowie Komplikationenmanagement nach refraktiver Laserchirurgie. Hafezi ist ein Experte bei der Entwicklung und Translation des Crosslinking der Hornhaut und seiner vielfältigen Anwendungsmöglichkeiten in der Augenheilkunde, insbesondere, um Hornhautinfektionen zu behandeln (PACK-CXL).
Hafezi hält Professuren an den Medizinischen Fakultäten der Universität Genf (Titularprofessur), der University of Southern California Los Angeles, USA (Adjunct Clinical Professor of Ophthalmology) und der Universität Wenzhou, China (Visiting Professor).
Er hat seit 1997 mehr als 150 Artikel in verschiedenen wissenschaftlichen Fachzeitschriften publiziert, darunter Nature Medicine, Nature Genetics, Investigative Ophthalmology & Visual Science und Cell Death & Differentiation. Seine Arbeiten der letzten Jahre auf dem Gebiet des Crosslinking der Hornhaut hat zu einer Reihe von internationalen Auszeichnungen geführt. 2014 wurde Hafezi von seinen Kollegen zu einer der 100 einflussreichsten Persönlichkeiten in der globalen Augenheilkunde gewählt. Hafezi kam mit dem Crosslinking der Hornhaut während seiner Tätigkeit unter Seiler T. in den Jahren 2002 und später in Kontakt.

## Frühe Jahre & Forschung
Hafezi wurde 1967 in Remscheid, Deutschland geboren und zog 1981 nach Freiburg im Üechtland, Schweiz. Er studierte Medizin an den Universitäten Freiburg und Bern. Von 1993 bis 1994 nahm Hafezi an einem zweijährigen Kurs in experimenteller Medizin und Biologie der Universität Zürich teil. Danach arbeitete Hafezi drei weitere Jahre am Universitätsspital Zürich, wo er im Labor für Zellbiologie der Netzhaut der Augenklinik forschte.
Seine Arbeiten im Zürcher Labor führten zur Identifizierung des ersten bekannten Gens, das die lichtinduzierte Netzhautdegeneration durch Apoptose vollständig hemmte. Im April 1997 erschien die dazugehörige Arbeit als Leitartikel in Nature Medicine.
Im Anschluss an diese Arbeiten konzentrierte sich Hafezi in der Folge auf Zelldegeneration und Netzhautdegeneration. Zwischen 1998 und 2000 wurden zwei Arbeiten in Fachzeitschriften zu diesem Thema veröffentlicht. Die Arbeiten konzentrierten sich auf den lichtinduzierten Zelltod und die Rolle von c-Fos. Die Arbeiten wurden publiziert in Investigative Ophthalmology & Visual Science und Cell Death & Differentiation.
Im Jahre 2000 führte die Forschung über c-Fos zu der Entdeckung, dass in Mäusen ohne funktionelles c-Fos Fra-1 dessen Funktionen übernehmen kann. Fra-1 ist Teil der Fos-Familie von Transkriptionsfaktoren, und die dazugehörige Arbeit wurde in Genes & Development publiziert. Im selben Jahr war Hafezi Teil einer Forschungsgruppe, welche nachweisen konnte, dass RPE65 essentiell für lichtinduzierte Netzhautdegeneration ist. Dieser Artikel wurde in Nature Genetics veröffentlicht.
In der Folge konzentrierte sich Hafezi auf den lichtinduzierten Zelltod von Photorezeptorzellen der Netzhaut mittels Apoptose. 2001 wurde diese Arbeit in Cell Death & Differentiation veröffentlicht. Im selben Jahr untersuchten Hafezi und ein Team von Forschern eine genetische Variante, welche eine verlangsamte Rhodopsindegeneration zeigte. Dadurch wurde die Widerstandsfähigkeit der Netzhaut gegen lichtinduzierte Degeneration erhöht.

## Crosslinking der Hornhaut (CXL)
Seit 2002 hat sich Hafezi sowohl von seiner Forschung wie auch von seinen klinischen Interesse auf die Hornhaut konzentriert. Seine Arbeit auf diesem Gebiet erlaubte es ihm, an der erfolgreichen Translation des Crosslinking der Hornhaut (CXL) von der Forschung in die Klinik mitzuwirken und verschiedene Applikationen zu entwickeln. Als Experte der klinischen CXL-Applikationen bestätigte er neben anderen den Nutzen der CXL bei Ektasie nach LASIK und CXL in dünnen Hornhäuten.
Die dabei entstandenen Publikationen festigten Hafezi’s Ruf als internationaler Experte auf dem Gebiet des Keratokonus, speziell in der Anwendung des Crosslinking zum Stoppen des Keratokonus. Seit seiner Einführung im Jahre 2002 wird das Crosslinking der Hornhaut als Therapie der Wahl bei fortschreitendem Keratokonus und anderen Ektasien eingesetzt. Dies hat nachweislich dazu geführt, dass die Zahl an Hornhautverpflanzungen um 50 % abnahm.
2005 befasste sich Hafezi mit experimentellen Stammzelltherapien, wobei die klinische Relevanz dieser Resultate noch gezeigt werden muss.
Seit 2005 sind Hafezi’s klinischer Schwerpunkt die Hornhaut und das Komplikationenmanagement nach komplizierter refraktiver Laserchirurgie. Dies war die logische Ergänzung seiner Arbeiten zur Einführung des Crosslinking der Hornhaut in die Augenheilkunde und führte 2012 zur Verleihung des Innovationspreises des Universitätsspitals Genf (HUG).
In letzter Zeit hat Hafezi auch andere Indikationen des Crosslinking eingeführt, beziehungsweise mitentwickelt, so die Behandlung von Kindern und Jugendlichen mit Keratokonus (pädiatrisches Crosslinking) sowie die Behandlung von Infekten und Geschwüren der Hornhaut (PACK-CXL).
Hafezi ist ein führender Experte bei der Behandlung von Kindern und Jugendlichen mit Keratokonus, wo er mitgeholfen hat, Qualitätsstandards zu entwickeln.
2008 war er Teil des Teams, welches als erste den Einfluss von UV-Licht und Riboflavin bei der Behandlung von Mikroorganismen auf der Hornhaut beschrieb. Das veröffentlichte Manuskript zeigte auf, dass Crosslinking sowohl Bakterien wie auch Pilze mit hoher Effizienz abtöten kann. Hafezi ist Co-Erfinder von zwei Patenten im Bereich CXL-Technologien.

## Medienpräsenz & Auszeichnungen
Seit dem Jahr 2000 hat Hafezi eine Reihe von internationalen Auszeichnungen für seine Verdienste um die Entwicklung der Crosslinking-Technologie gewonnen, unter anderem den Carl Camras Award 2014 der ARVO, der Association for Research in Vision and Ophthalmology, und den Casebeer Award 2014 der International Society for Refractive Surgery. 2013 wurde er von EuroTimes bezüglich Crosslinking-Komplikationen interviewt.
2014, 2016, und 2018 wurde er von seinen Kollegen in die Power100-Liste der 100 einflussreichsten Persönlichkeiten der globalen Augenheilkunde gewählt, welche von der Zeitschrift The Ophthalmologist veröffentlicht wird. 2016 und auch 2018 wurde er wieder auf die PowerList gewählt.

## Veröffentlichungen
Hafezi hat in seiner bisherigen Laufbahn mehr als 140 peer-reviewed wissenschaftliche Artikel, Übersichtsarbeiten und Buchkapitel publiziert. Gemäss Google Scholar ist sein h-Index 45 und er wurde bisher von seinen Fachkollegen mehr als 7'700 Mal zitiert.
- Ophthalmology - Linking with Photoactivated Riboflavin (PACK-CXL) for the Treatment of Advanced Infectious Keratitis with Corneal Melting (2014)
- Ophthalmology - Corneal Collagen Cross-Linking for Ectasia after LASIK and Photorefractive Keratectomy: Long-Term Results (2013)
- Ophthalmology - Crosslinking for recurrent keratoconus (2012)
- PLOS ONE Riboflavin/UVA collagen cross-linking-induced changes in normal and keratoconus corneal stroma. (2011)
- Clinical Science Journal - Transgenic mice with ocular overexpression of an adrenomedullin receptor reflect human acute angle-closure glaucoma (2007)

## Auszeichnungen
- Ernennung zum FARVO (Fellow of ARVO) im Jahr 2019.[25]
- Whitney G Sampson Ehrenvorlesung an der AAO (American Academy of Ophthalmology), San Francisco 2019
- International El Maghrabi Award, MEACO (Middle Eastern African Council of Ophthalmology), Bahrein 2016
- Achievement Award, American Academy of Ophthalmology (2015)
- Casebeer Award, International Society of Refractive Surgery (2014)
- Gold Medal, Intraocular Implant and Refractive Society of India (2014)
- Carl Camras Translational Research Award by the ARVO Foundation (2014)
- 'Best paper of session', 2014 Jahrestagung, American Society for Cataract and Refractive Surgery
- Keratokonus-Preis der Global Keratoconus Foundation (2009)
- Bester wissenschaftlicher Vortrag (2007) bei der Deutschen Gesellschaft für Intraokularlinsen und Implantologie (DGII)
- Georg-Friedrich-Götz-Preis (2002), höchste medizinische Auszeichnung der Universität Zürich
- Jules Francois Preis der Belgischen Ophthalmologischen Gesellschaft (2000), die höchste belgische Auszeichnung für Augenheilkunde